# Райстрик, Харольд
Ха́рольд Ра́йстрик (англ. Harold Raistrick; 26 ноября 1890 — 8 марта 1971) — английский биохимик, член Лондонского королевского общества (1934).

## Биография
Родился 26 ноября 1890 года в Падси в Уэст-Йоркшире вторым ребёнком в семье неквалифицированного работника суконной фабрики Марка Уокера Райстрика и Берты Энн Райстрик, в девичестве Гэллоуэй. Учился в школе в Падси, затем — в Центральной средней школе Лидса.
В 1908 году Райстрик смог поступить в Лидский университет, где учился у профессора неорганической химии Артура Смителлса и профессора органической химии Джулиуса Беренда Коэна. В 1912 году с почестями получил степень бакалавра по химии, годом позднее получил степень магистра.
С 1914 года несколько лет работал и учился в Кембриджском университете, в 1915 году получил диплом бакалавра Кембриджского университета. В 1917 году женился на Марте Луизе Коутс, вскоре после её смерти в 1945 году женился на Бетти Хелен Янг.
Занимался исследованием продуктов метаболизма и культуральных характеристик бактерий. Вскоре решил изучить возможность производства лимонной кислоты в качестве метаболита Aspergillus niger. В 1920 году защитил диссертацию доктора наук в Лидском университете.
В 1921 году Райстрик возглавил новообразованное отделение прикладной биохимии при Ардирском заводе по производству динамита близ Стивенстона. В задачи лаборатории в первое время входило биологическое производство глицерина и метана. Также Райстриком и сотрудниками было показано, что близость видов грибов по биохимическим признакам зачастую коррелирует с морфологической близостью культур и может в перспективе использоваться для систематики.
С 1929 года — профессор биохимии в Лондонском университете, однако продолжает заниматься главным образом исследовательской деятельностью и преподаёт лишь курс бактериологической химии для аспирантов. В 1956 году покинул Лондонский университет в звании профессора-эмерита биохимии.
В лаборатории Райстрика были впервые выделены гризеофульвин, грибные производные трополона, многие тетроновые кислоты, целый ряд пигментов-антрахинонов (например, гельминтоспорин и катенарин).
В 1931 году Райстрик стал доктором наук Кембриджского университета. В 1934 году избран членом Лондонского королевского общества. В 1963 году ему была присвоена медаль Флинтоффа Королевского общества химии «за первичные исследования в области химии грибов».
Скончался 8 марта 1971 года.
С 1930 года ассистентом в лаборатории Райстрика работал миколог Джордж Смит, в 1945 году — президент Британского микологического общества. В 1933 году Смит назвал именем Райстрика вид грибов Penicillium raistrickii G.Sm.

## Некоторые публикации
- Raistrick H., Clark A. B. On the mechanism of oxalic acid formation by Aspergillus niger // Biochemical Journal. — 1919. — Vol. 13. — P. 329—344.
- Raistrick H. Biochemistry of the lower fungi // Annual Review of Biochemistry. — 1940. — Vol. 9. — P. 571—592.
- Raistrick H. Bakerian Lecture. A region of biosynthesis // Proceedings of the Royal Society of London. ser. A. — 1949. — Vol. 199. — P. 141—168.